# Lipník nad Bečvou (stacja kolejowa)
Lipník nad Bečvou – stacja kolejowa w Lipníku nad Bečvou, w kraju ołomunieckim, w Czechach przy ulicy Nádražní 400/28. Znajduje się na wysokości 255 m n.p.m. i leży na linii kolejowej nr 270.